# Ацетат лития
Ацетат лития — соль уксусной кислоты и лития с формулой CH3COOLi, белое кристаллическое вещество. Образует кристаллогидрат CH3COOLi•2H2O.

## Получение
- Ацетат лития можно получить многими способами, например взаимодействием гидроокиси лития и уксусной кислоты:

{\displaystyle {\mathsf {LiOH+CH_{3}COOH\ {\xrightarrow {\ }}\ CH_{3}COOLi+H_{2}O}}}

## Физические свойства
Ацетат лития — белое кристаллическое вещество. Растворяется в воде, диэтиловом эфире, слабо растворим в этаноле.
Дигидрат ацетата лития образует бесцветные ромбические кристаллы в двух кристаллических модификациях: α-форма d = 1,40 г/см³, β-форма d = 1,50 г/см³.

## Химические свойства
Водные растворы ацетата лития имеют слабощелочную среду вследствие гидролиза.
{\displaystyle {\mathsf {CH_{3}COO^{-}+H_{2}O\ \rightleftarrows \ CH_{3}COOH+OH^{-}}}}

## Применение
- Ацетат лития используется как сырье для фармацевтической промышленности, катализатор полимеризации, для придания антистатических свойств синтетическим волокнам, стабилизации поливинилхлорида.

- Ацетат лития относится к многотоннажному химическому производству, цена — ≈250 $/кг.